# Vergentis in senium

Vergentis in senium est une bulle émise par le pape Innocent III le 25 mars 1199, qui assimila l'hérésie au crime de lèse-majesté tel que le concevait le droit romain et posa ainsi les bases du tribunal de l'Inquisition qui elle est instituée en 1231.

## Edition du texte latin et traduction française
- Patrick Gilli, Julien Théry, "Innocent III équipare le crime d'hérésie et le crime de lèse-majesté", dans Le gouvernement pontifical et l’Italie des villes au temps de la théocratie (fin-XIIe-mi-XIVe s.), Montpellier, Presses universitaires de la Méditerranée, 2010, p. 553-557, disponible en ligne.
- Texte de la lettre et bibliographie dans la base de données APOSCRIPTA (CNRS).

## Liens connexes
- Ad abolendam
- Ad eliminandam
- Ad extirpanda
- Hérésie
- Innocent III
- Inquisition
- La Persécution : sa formation en Europe, Xe – XIIIe siècle
- Théocratie pontificale